# Tombe de Jovan Hranilović
La tombe de Jovan Hranilović (en serbe cyrillique : Гробно место Јована Храниловића ; en serbe latin : Grobno mesto Jovana Hranilovića) est située à Novi Sad, la capitale de la province autonome de Voïvodine, en Serbie. En raison de sa valeur patrimoniale, elle est inscrite sur la liste des monuments culturels protégés de la République de Serbie (identifiant n° SK 1586),.

## Présentation
Dans le cimetière grec-catholique (en serbe : Grko-katoličko groblje) de Novi Sad est enterré Jovan Hranilović (1855-1924), prêtre de l'Église grecque-catholique hellène, éditeur et collaborateur de plusieurs journaux et magazines comme Dnevnik et Obzor. Il a passé la plus grande partie de sa vie à Novi Sad où il a également publié trois recueils de poèmes. Le monument qui orne sa tombe est en marbre blanc.